# 関口コオ
関口 コオ（せきぐち こう、1937年 -2018年 ）は、日本の切り絵作家。本名は武井 功吉（たけい こうきち）。群馬県安中市出身。

## 経歴
- 1960年 デザイナーとして活動
- 1975年 切り絵作家になる
- 1988年 関口コオきり絵美術館をオープン
- 2018年 81歳で死去

## おもな受賞歴
- サロン・ド・パリ展大賞
- 群馬県教育功労賞
- 中国対外芸術展公司賞
- サージ・マルジス大賞

## 主な著作
- 「関口コオきり絵の世界」あすか出版（1997）
- 「風の子」あすか書房（1986）
- 「わらべの詩」あすか書房（1994）
- 「関口コオきり絵美術館1」（1990）

## 主な作品
- 「山里の秋」
- 「焚火」
- 「山の実」
- 「雪の原」